# Боро (Нью-Йорк)

Боро Нью-Йорка: 1. Манхеттен,
2. Бруклін,
3. Квінз,
4. Бронкс,
5. Стейтен-Айленд (аеропорти у Квінзі).

Бо́ро (англ. borough) — одиниця адміністративного поділу міста Нью-Йорк.

## Опис
Відповідно до законодавства штату Нью-Йорк, боро є муніципалітетом, створеним на основі округу, що повністю об'єднаний з населеними пунктами, які входить до нього. Таким чином, статус боро Нью-Йорка відрізняється від боро в штатах Коннектикут, Нью-Джерсі, Пенсільванія та Аляска.
1898 року межі Нью-Йорка набули сучасного вигляду. Боро Бронкс було виділено з округу Вестчестер, боро Квінз — з округу Квінз, з якого своєю чергою був виділений округ Нассау.
Кожне боро має свого президента. Після того, як 1990 року була ліквідована бюджетна рада Нью-Йорка, права президентів були значно обмежені. Всі боро мають власного окружного прокурора та муніципальну будівлю. Для кожного боро обираються цивільні судді.
| \| Оглядова таблиця \| Оглядова таблиця \| Оглядова таблиця \| Оглядова таблиця \| \| Боро \| Округ \| Населення (оцінка липень 2011) \| Площа, км² \| \| ----------------------------------------------- \| ---------------- \| ------------------------------ \| ---------------- \| \| Мангеттен \| Нью-Йорк \| 1 601 948 \| 59 \| \| Бруклін \| Кінгс \| 2 532 645 \| 183 \| \| Квінз \| Квінз \| 2 247 848 \| 283 \| \| Бронкс \| Бронкс \| 1 392 002 \| 109 \| \| Стейтен-Айленд \| Річмонд \| 470 467 \| 151 \| \| Нью-Йорк (місто) \| Нью-Йорк (місто) \| 8 244 910 \| 786 \| \| штат Нью-Йорк \| штат Нью-Йорк \| 19 465 197 \| 122 284 \| \| «Джерело: Бюро перепису населення США»[3][4][5] \| \| \| \| |                  |                                |            |
| Оглядова таблиця |                  |                                |            |
| Боро | Округ            | Населення (оцінка липень 2011) | Площа, км² |
| Мангеттен | Нью-Йорк         | 1 601 948                      | 59         |
| Бруклін | Кінгс            | 2 532 645                      | 183        |
| Квінз | Квінз            | 2 247 848                      | 283        |
| Бронкс | Бронкс           | 1 392 002                      | 109        |
| Стейтен-Айленд | Річмонд          | 470 467                        | 151        |
| Нью-Йорк (місто) | Нью-Йорк (місто) | 8 244 910                      | 786        |
| штат Нью-Йорк | штат Нью-Йорк    | 19 465 197                     | 122 284    |
| «Джерело: Бюро перепису населення США» |                  |                                |            |